# Liste des matchs de l'équipe de Zambie de football par adversaire
Cette liste présente les matchs de l'équipe de Zambie de football par adversaire rencontré.
- Haut – A
- B
- C
- D
- E
- F
- G
- H
- I
- J
- K
- L
- M
- N
- O
- P
- Q
- R
- S
- T
- U
- V
- W
- X
- Y
- Z

| Sommaire                                                          |
| Angola • Belgique • Brésil • Corée du Nord • Maurice • Seychelles |

## A

### Angola
Confrontations entre l'Angola et la Zambie :
| Date              | Lieu            | Match           | Score              | Compétition                                 |
| 1er novembre 1980 | Lusaka Zambie   | Zambie - Angola | 0-0                | Match amical                                |
| 2 novembre 1980   | Lusaka Zambie   | Zambie - Angola | 1-1                | Match amical                                |
| 10 décembre 1986  | Luanda Angola   | Angola - Zambie | 0-1                | Match amical                                |
| 24 octobre 1987   | Lusaka Zambie   | Zambie - Angola | 2-0                | Match amical                                |
| 14 avril 1991     | Luanda Angola   | Angola - Zambie | 1-2                | Qualifications pour la Coupe d'Afrique 1992 |
| 27 juillet 1991   | Lusaka Zambie   | Zambie - Angola | 1-0                | Qualifications pour la Coupe d'Afrique 1992 |
| 3 mai 1998        | Luanda Angola   | Angola - Zambie | 1-1                | Match amical                                |
| 14 août 1999      | Lusaka Zambie   | Zambie - Angola | 0-1                | Match amical                                |
| 18 juin 2000      | Luanda Angola   | Angola - Zambie | 2-1                | Qualifications pour la Coupe du monde 2002  |
| 21 avril 2001     | Chingola Zambie | Zambie - Angola | 1-1                | Qualifications pour la Coupe du monde 2002  |
| 18 août 2001      | Lusaka Zambie   | Zambie - Angola | 1-1 a.p. (2-4 pen) | Match amical                                |
| 20 novembre 2004  | Lusaka Zambie   | Zambie - Angola | 0-0 (4-5 pen)      | Match amical                                |
| 21 octobre 2006   | Lusaka Zambie   | Zambie - Angola | 2-0                | Match amical                                |

- Total de matchs disputés : 13
- Victoires de l'équipe d'Angola : 2
- Victoires de l'équipe de Zambie : 5
- Match nul : 6

## B

### Belgique
Confrontations entre la Belgique et la Zambie en matchs officiels :
| Date        | Lieu      | Match             | Score | Compétition      |
| ----------- | --------- | ----------------- | ----- | ---------------- |
| 4 juin 1994 | Bruxelles | Belgique - Zambie | 9-0   | Match amical [1] |

- Total de matchs disputés : 1
- Victoires de la Belgique : 1 (100 %)
- Victoires de la Zambie : 0
- matchs nuls : 0

### Brésil
| Date            | Lieu  | Match           | Score | Compétition  |
| 15 octobre 2013 | Pékin | Zambie - Brésil | 0 - 2 | Match amical |

Bilan
- Total de matchs disputés : 1
- Victoires de l'équipe du Brésil : 1
- Victoires de l'équipe de Zambie : 0
- Match nul : 0

## C

### Comores

#### Confrontations
Confrontations entre la Zambie et les Comores :
|   | Date             | Lieu          | Match            | Score | Compétition                                                  |
| - | ---------------- | ------------- | ---------------- | ----- | ------------------------------------------------------------ |
| 1 | 5 septembre 2010 | Chililabombwe | Zambie - Comores | 4-0   | Qualifications à la Coupe d'Afrique des nations 2012 (gr. C) |
| 2 | 4 septembre 2011 | Mitsamiouli   | Comores - Zambie | 1-2   | Qualifications à la Coupe d'Afrique des nations 2012 (gr. C) |

#### Bilan
Au 17 avril 2019 :
- Total de matchs disputés : 2
- Victoires de la Zambie : 2
- Matchs nuls : 0
- Victoires des Comores : 0
- Total de buts marqués par la Zambie : 6
- Total de buts marqués par les Comores : 1

### Corée du Nord
| Date             | Lieu   | Match                  | Score | Compétition  |
| 21 novembre 2009 | Lusaka | Zambie - Corée du Nord | 4 - 1 | Match amical |

Bilan
- Total de matchs disputés : 1
- Victoires de l'équipe de Corée du Nord : 0
- Victoires de l'équipe de Zambie : 1
- Matchs nuls : 0

## M

### Maroc
| Date            | Lieu                        | Match           | Score | Compétition               |
| --------------- | --------------------------- | --------------- | ----- | ------------------------- |
| 9 Février 1998  | Bobo-Dioulasso Burkina Faso | Zambie vs Maroc | 0-0   | CAN 1998 ( Fse de Groupe) |
| 17 Janvier 2024 | San-Pédro                   | Zambie vs Maroc | 0-1   | CAN 2024 (Groupe F)       |

### Maurice
| Date             | Lieu    | Match            | Score | Compétition                                     |
| 17 novembre 1968 | Zambie  | Zambie - Maurice | 2-2   | Qualifications Coupe d'Afrique des nations 1970 |
| 8 décembre 1968  | Maurice | Maurice - Zambie | 2-3   | Qualifications Coupe d'Afrique des nations 1970 |
| 4 mai 1975       | Zambie  | Zambie - Maurice | 5-0   | Match amical                                    |
| 18 mai 1975      | Maurice | Maurice - Zambie | 0-4   | Match amical                                    |
| 15 août 1992     | Zambie  | Zambie - Maurice | 2-1   | Qualifications Coupe d'Afrique des nations 1994 |
| 25 avril 1993    | Maurice | Maurice - Zambie | 0-3   | Qualifications Coupe d'Afrique des nations 1994 |
| 9 janvier 1995   | Maurice | Maurice - Zambie | 0-3   | Qualifications Coupe d'Afrique des nations 1996 |
| 15 juillet 1995  | Zambie  | Zambie - Maurice | 2-0   | Qualifications Coupe d'Afrique des nations 1996 |
| 23 février 1997  | Maurice | Maurice - Zambie | 0-0   | Qualifications Coupe d'Afrique des nations 1998 |
| 27 juillet 1997  | Zambie  | Zambie - Maurice | 1-0   | Qualifications Coupe d'Afrique des nations 1996 |
| 31 juillet 2004  | Zambie  | Zambie - Maurice | 3-1   | Coupe COSAFA 2004                               |

Bilan
- Total de matchs disputés : 11
- Victoires de l'équipe de Maurice : 0
- Victoires de l'équipe de Zambie : 9
- Matchs nuls : 2

### République Démocratique du Congo
| 18 Janvier 2015 | Ebebiyín  | République Démocratique du Congo vs Zambie | 1-1 | CAN 2015 (Gr B)  |
| --------------- | --------- | ------------------------------------------ | --- | ---------------- |
| 17 Janvier 2024 | San-Pédro | République Démocratique du Congo vs Zambie | 1-1 | CAN 2024 (Gr E ) |

## S

### Seychelles
| Date             | Lieu                 | Match               | Score | Compétition                                     |
| 11 octobre 2003  | Victoria, Seychelles | Seychelles - Zambie | 0-4   | Qualifications Coupe d'Afrique des nations 2004 |
| 15 novembre 2003 | Lusaka, Zambie       | Zambie - Seychelles | 1-1   | Qualifications Coupe d'Afrique des nations 2004 |
| 23 juillet 2006  | Windhoek , Namibie   | Zambie - Seychelles | 2-0   | Coupe COSAFA 2006                               |

Bilan
- Total de matchs disputés : 3
- Victoires de l'équipe des Seychelles : 0
- Victoires de l'équipe de Zambie : 2
- Matchs nuls : 1

### Sierra Leone

#### Confrontations
Confrontations entre la Sierra Leone et la Zambie :
|   | Date            | Lieu         | Match                 | Score | Compétition                              |
| - | --------------- | ------------ | --------------------- | ----- | ---------------------------------------- |
| 1 | 29 mars 1994    | Sousse       | Zambie - Sierra Leone | 0-0   | Coupe d'Afrique des nations 1994 (gr. C) |
| 2 | 24 janvier 1996 | Bloemfontein | Sierra Leone - Zambie | 0-4   | Coupe d'Afrique des nations 1996 (gr. B) |

#### Bilan
Au 22 avril 2019 :
- Total de matchs disputés : 2
- Victoires de la Sierra Leone : 0
- Matchs nuls : 1
- Victoires de la Zambie : 1
- Total de buts marqués par la Sierra Leone : 0
- Total de buts marqués par la Zambie : 4

### Somalie

#### Confrontations
Confrontations entre la Somalie et la Zambie :
|   | Date              | Lieu         | Match            | Score | Compétition                                  |
| - | ----------------- | ------------ | ---------------- | ----- | -------------------------------------------- |
| 1 | 24 septembre 1973 | Kampala      | Zambie - Somalie | 6-1   | Coupe CECAFA des nations 1973 (gr. A)        |
| 2 | 8 novembre 1976   |              | Zambie - Somalie | 4-2   | Coupe CECAFA des nations 1976 (gr. A)        |
| 3 | 9 novembre 1978   | Lilongwe     | Zambie - Somalie | 4-0   | Coupe CECAFA des nations 1978 (en)(1er tour) |
| 4 | 3 décembre 2010   | Dar es Salam | Somalie - Zambie | 0-6   | Coupe CECAFA des nations 2010 (gr. A)        |
| 5 | 4 décembre 2013   | Nairobi      | Somalie - Zambie | 0-4   | Coupe CECAFA des nations 2013 (gr. B)        |

#### Bilan
Au 4 mai 2019 :
- Total de matchs disputés : 5
- Victoires de la Somalie : 0
- Matchs nuls : 0
- Victoires de la Zambie : 5
- Total de buts marqués par la Somalie : 3
- Total de buts marqués par la Zambie : 24

### Tanzanie
| 5 Juillet 2017  | Moruleng  | Zambie vs Tanzanie | 4-2 | Coupe COSAFA 2017   |
| --------------- | --------- | ------------------ | --- | ------------------- |
| 21 Janvier 2024 | San-Pédro | Zambie vs Tanzanie | 1-1 | CAN 2024 (Groupe F) |